# Stazione di Landau (Pfalz) Centrale
La stazione di Landau (Pfalz) Centrale (in tedesco Landau (Pfalz) Hbf) è la principale stazione ferroviaria della città tedesca di Landau in der Pfalz.

## Storia
Il fabbricato viaggiatori fu costruito negli anni cinquanta del XX secolo su progetto dell'architetto Heinz Falck della direzione ferroviaria di Magonza, e inaugurato l'11 luglio 1962.

## Strutture e impianti
La facciata del fabbricato viaggiatori, in stile moderno, si caratterizza per un'ampia superficie vetrata che illumina l'atrio interno; una stele muraria decorata con un emblema della Deutsche Bundesbahn (ora della Deutsche Bahn) divide il corpo centrale dall'ala laterale che ospita un esercizio gastronomico.
La costruzione, lodata per la modernità delle forme e la solidità dei materiali, venne pubblicata su numerose riviste d'architettura; ad essa – combinata con la coeva stazione di Bietigheim-Bissingen – si ispirò la ditta Vollmer per una riproduzione in scala H0 denominata "Rheinburg" e per una in scala N denominata "Freistadt".

## Galleria d'immagini

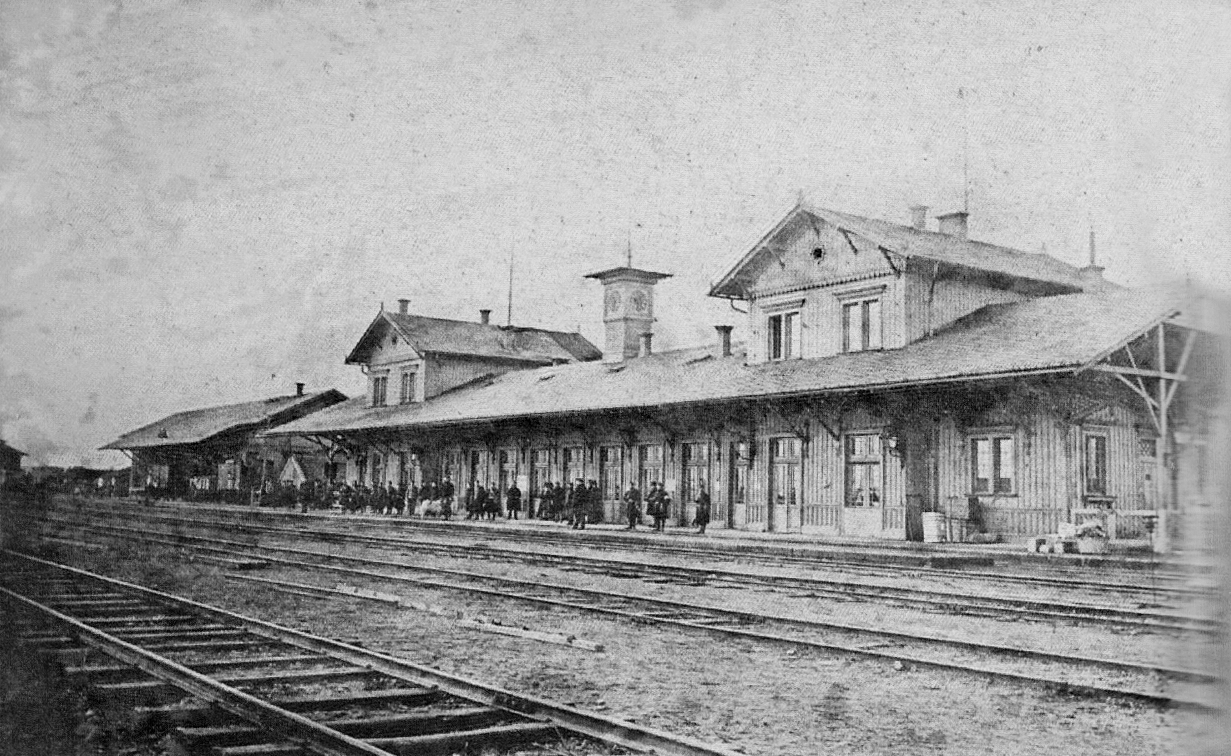
Il primo fabbricato viaggiatori
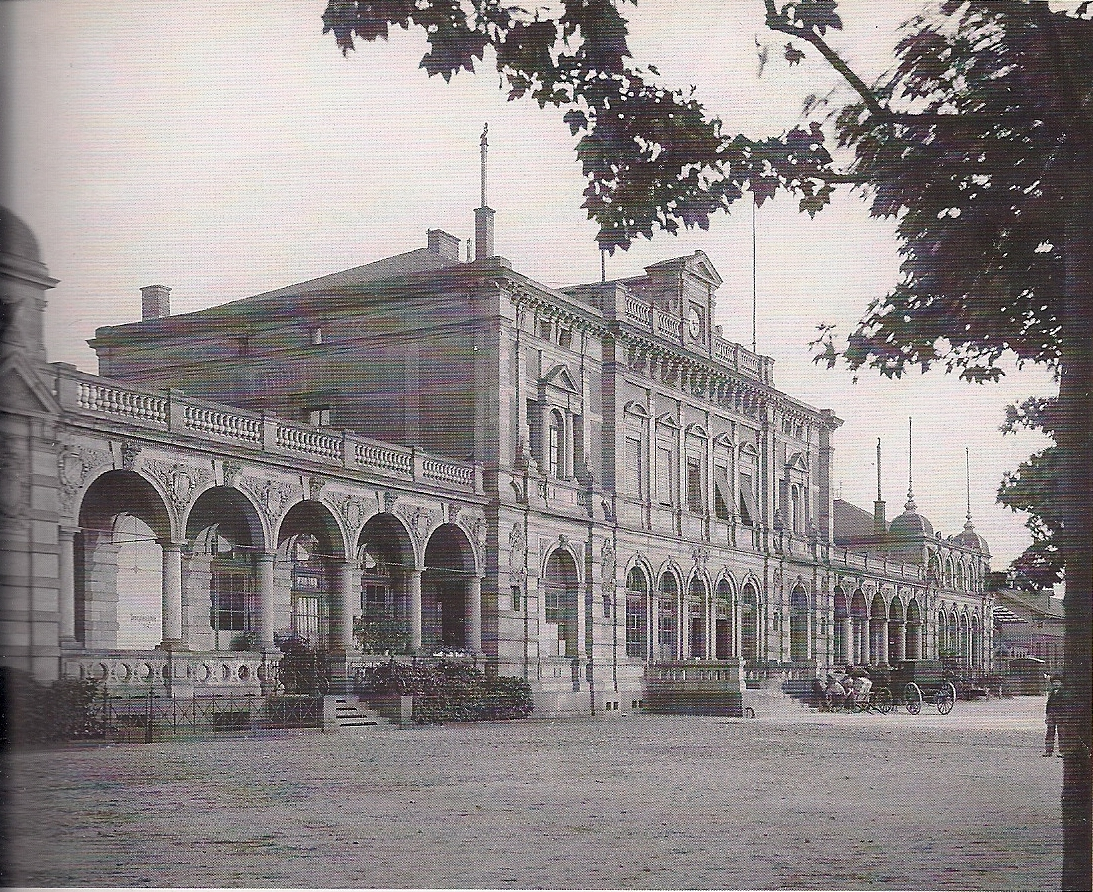
Il secondo fabbricato viaggiatori
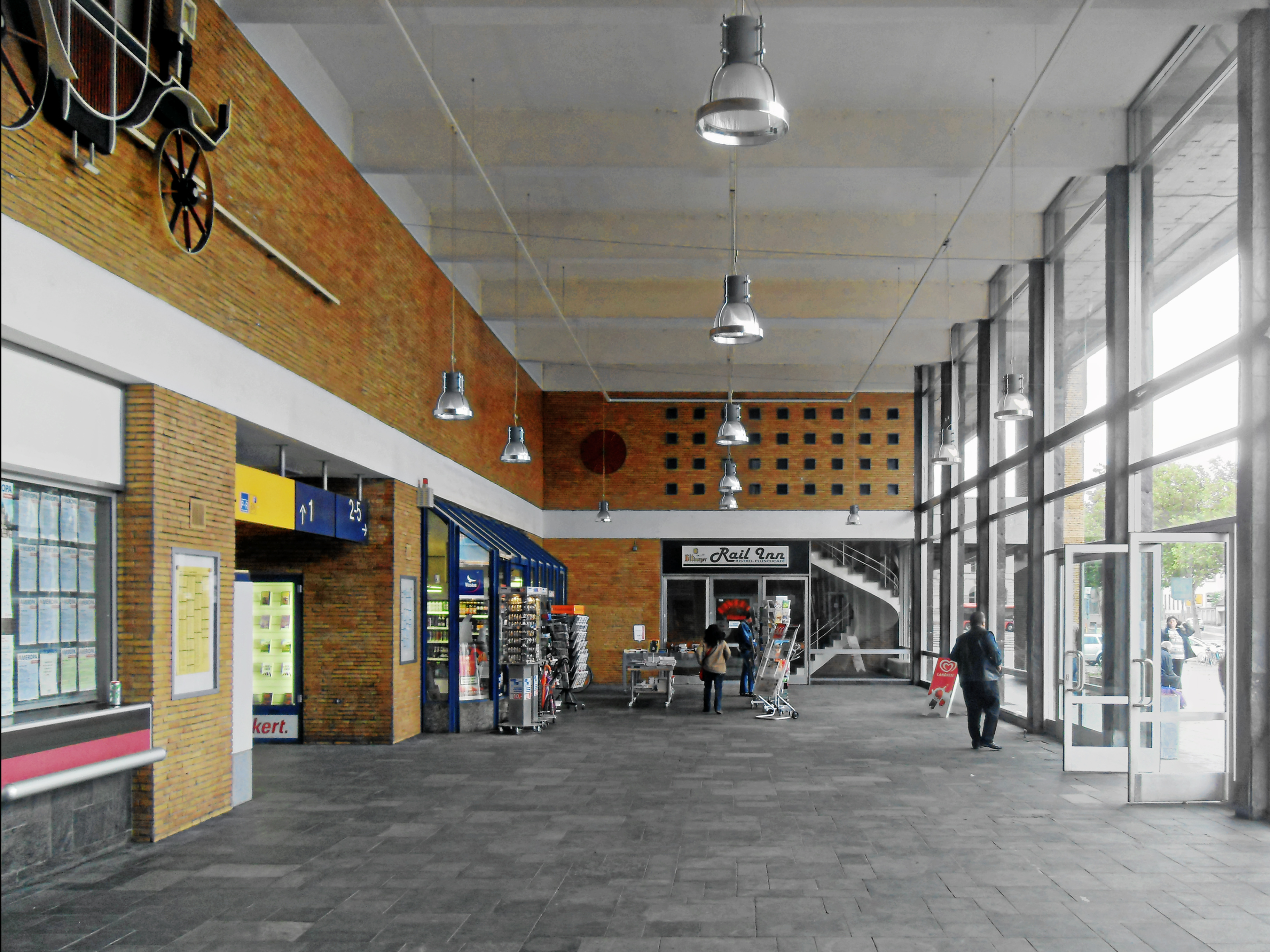
L'atrio principale
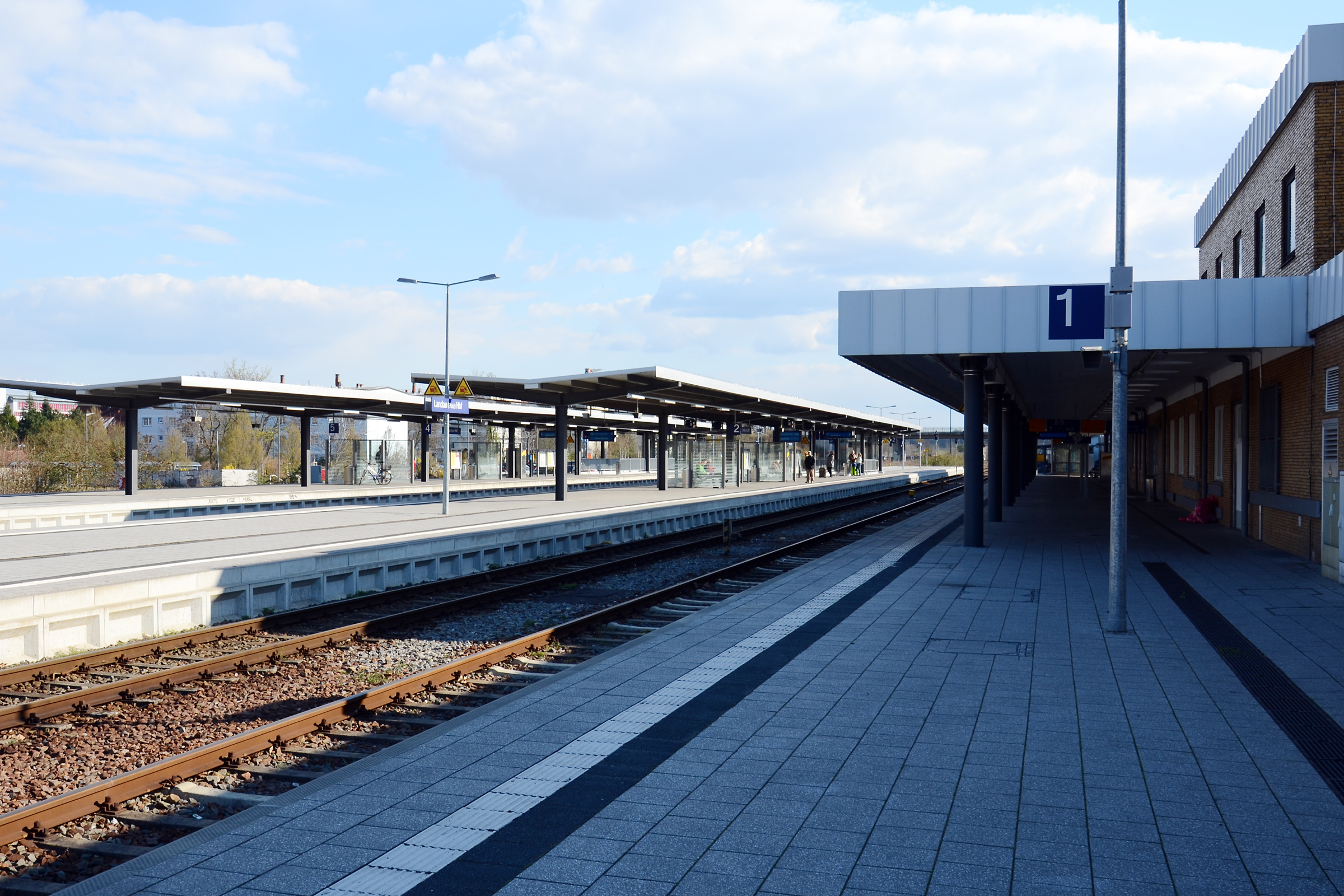
Il piazzale binari

### Esplicative
1. ↑  Abbreviazione di Landau (Pfalz) Hauptbahnhof, letteralmente "Landau (Pfalz) stazione principale".

### Bibliografiche
1. 1 2 3  Schack (2004), p. 45.
2. ↑  Schack (2004), p. 174.
3. ↑  Schack (2004), p. 65.
4. ↑   Vollmer - Bahnhof Rheinburg (JPG), su modelljernbane.internettside.com.
5. ↑   Vollmer - Bahnhof Freistadt (JPG), su modelljernbane.internettside.com.